# 1141 w polityce

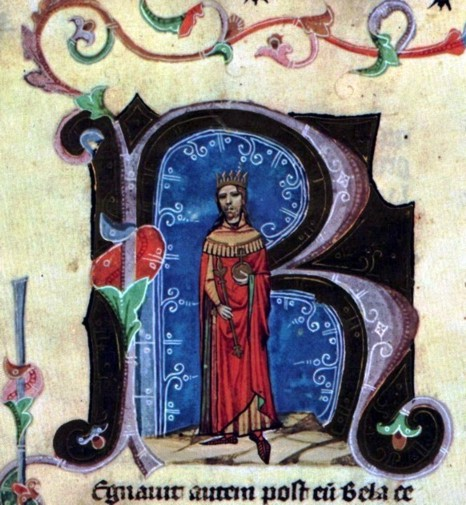
Bela II Ślepy

Wydarzenia polityczne w 1141 roku.

## Wydarzenia
- Zjazd w Łęczycy z udziałem Salomei, Bolesława Kędzierzawego i Mieszka Starego. Nie zaproszono Władysława Wygnańca[1][2].

## Zmarli
- 13 lutego Bela II Ślepy, król Węgier[3].